# Konstanty Krumłowski
Konstanty Krumłowski ps. Wujcio Kostuś (ur. 18 lutego 1872 w Kołomyi, zm. 17 sierpnia 1938 w Krakowie) – polski dramatopisarz i satyryk, autor wielu polskich sztuk teatralnych, m.in. wodewilu Królowa przedmieścia (1898), który przyniósł mu sławę.

## Życiorys
Syn Jana i Kazimiery z Gruszeckich. Urodził się podczas wakacyjnego wyjazdu rodziców do majątku dziadka Benedykta Gruszeckiego, ale jego korzenie wywodziły się z Krakowa, który upodobał sobie do końca życia. Poza wyjazdem do Wiednia oraz pobytem w Warszawie, nie opuścił Krakowa na dłuższy czas. Pochodził z dość zamożnej rodziny (ojciec zajmował posadę radcy stanu w Wiedniu) i był z pochodzenia Czechem. Uczęszczał do Gimnazjum Sobieskiego w Krakowie, a następnie studiował w latach 1890–1892 prawo na Uniwersytecie Jagiellońskim.
Przez ojca nakłaniany do kontynuowania nauki, a następnie pracy w dziedzinie, do której nie miał pociągu, orientował się coraz bardziej na młodopolskie hasła i literaturę. Często zmieniał pracę. Występował w trupie aktorskiej pod pseudonimem Malinowski, był urzędnikiem, pracował w kancelarii adwokackiej, redagował pismo satyryczne „Bocian”, był kierownikiem literackim operetki w Teatrze Nowości w Krakowie. W literaturze zasłynął głównie jako autor wodewilów, wykorzystujących folklor miejski. Napisał też wiele jednoaktówek, żartów, kupletów, tekstów kabaretowych i satyrycznych.
Mieszkając w nowo zakupionym przez rodziców dworku na Zwierzyńcu, miał okazję do obserwacji życia podkrakowskiej ludności. To tu narodził się pomysł napisania Królowej Przedmieścia, spotęgowany jeszcze nieodwzajemnioną miłością do Marii Bajus, pracownicy fabryki papierosów na Zwierzyńcu. Ona właśnie stała się pierwowzorem Mani. Za swoje patriotyczne przekonania był, na krótko, aresztowany w Warszawie przez Rosjan.
W latach międzywojennych cieszył się olbrzymią popularnością, tak w Krakowie, Polsce, jak i wśród zagranicznej Polonii. Posiadał interesujące powiązania rodzinne, gdyż rodzonym bratem jego matki był pisarz Artur Gruszecki, kuzynką Aniela Gruszecka, córka Artura, a mężem jego rodzonej siostry Heleny był znany warszawski lekarz, pionier higieny szkolnej dr Stanisław Kopczyński. W 1938 zostało hucznie uczczone czterdziestolecie jego pracy pisarskiej. Umarł kilka tygodni po tej uroczystości. Pochowano go na cmentarzu Rakowickim (kwatera HB-płn-po lewej Pastów).

## Odznaczenia
- Srebrny Wawrzyn Akademicki (7 listopada 1936)[3].

## Twórczość
- Piękny Rigo 1899
- Pensjonat kukułek 1901
- Jaś i Małgosia 1902
- Nocne ptaki 1902
- Pamiętaj o mnie 1903
- Przewodnik tatrzański 1911
- Obcym wstęp wzbroniony 1913
- Idź w świat na służbę! - antologia 1913
- Śluby Dębnickie 1915
- Białe fartuszki 1919[4]
- Bosa Królewna 1930
- Jaskółka z wieży Mariackiej 1937
- Wolne Miasto- dramat o Powstaniu Krakowskim[5]

## Upamiętnienie
Konstanty Krumłowski upamiętniony jest tablicą na „Domu pod nietoperzem” przy Rynku Dębnickim 4 w Krakowie, gdzie mieszkał w latach 1909–1913.